# Tealidium jungerseni
Tealidium jungerseni är en havsanemonart som beskrevs av Oscar Henrik Carlgren 1921. Tealidium jungerseni ingår i släktet Tealidium och familjen Actinostolidae. Inga underarter finns listade i Catalogue of Life.